# George Richmann

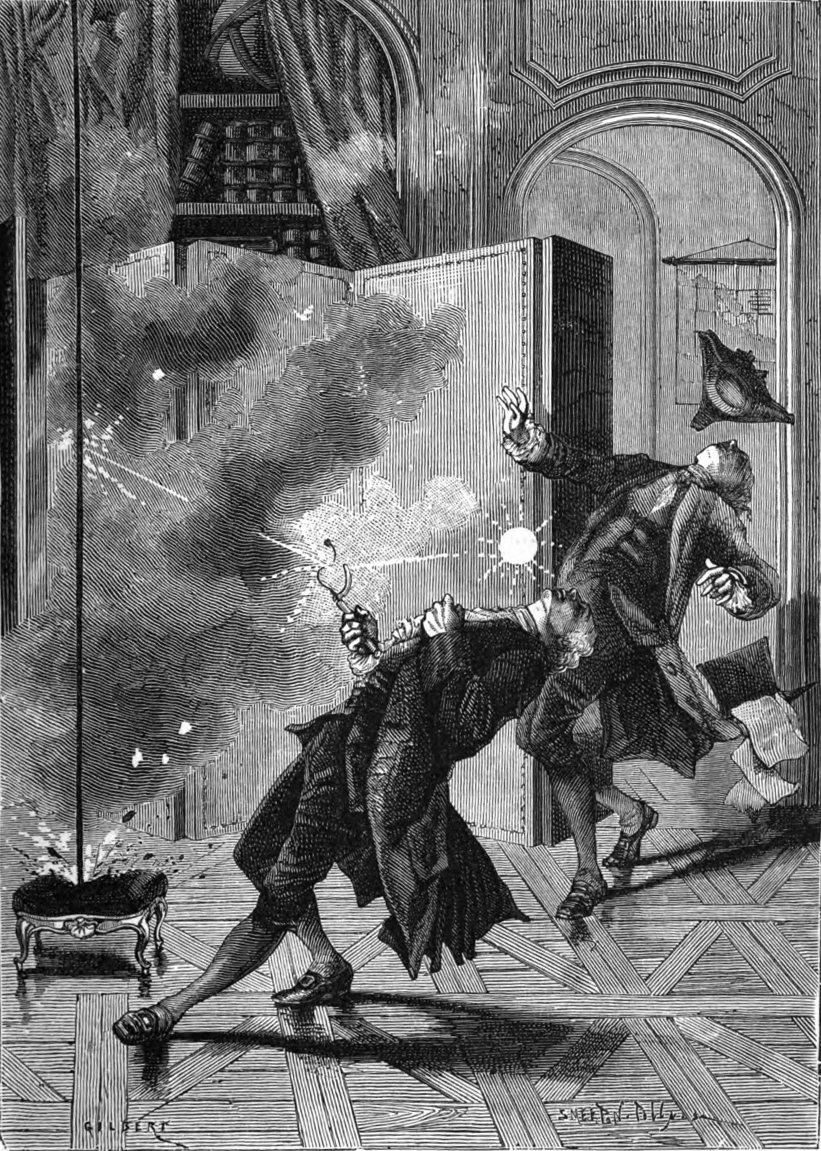
Richmanns död genom olycksfall med en åskledare.

Georg Wilhelm Richmann, född i Pernau 11 juli 1721 (gamla stilen); död 6 juli 1753 (gamla stilen) i Sankt Petersburg, var en balttysk fysiker.
Rickmann studerade matematik och fysik vid universiteten i Halle och Jena, innan han i Sankt Petersburg blev informator i en grevlig familj. Han utnämndes 1741 till extraordinarie och 1745 till ordinarie professor i fysik vid Rysslands Vetenskapsakademi. Han var också föreståndare för akademiens fysiska laboratorium.
Rickmann ägnade sin forskargärning åt grundforskning rörande kyla och värme. Inspirerad av Benjamin Franklin undersökte han även tillsammans med Michail Lomonosov triboelektrifieringens grunder. Han utvecklade ett elektroskopiskt instrument genom vilket han kunde fastställa, att den elektricitetsmängd som utgick från en laddad kropp inte bara var beroende av kroppens massa utan även av dess form. Utforskningen av atmosfärens elektriska laddning ledde till Rickmanns död, genom ett blixtneslag i en åskledare med tillhörande elektroskop.